# 心 (佛教)
心，音譯質多，意指人的思想、心靈、心智、辨別能力。在早期佛教中，因為意義相近，它經常與識、意混用，被當成同義詞。但是，它們三者之間又有一些區別。

## 字義
心，意為思想、心靈、想像、理智等，音譯“質多”。
雖然與漢譯都可作“心”，但意義不同。在梵文中，屬於意識、思考、心靈的非物質部份，為（citta）；屬於肉體部份的心，為，意譯肉團心、真實心、堅實心、心臟，音譯肝栗大、汗栗馱等；和中文裡“心”和英文裡的用法相似，本身是實指心臟，有時也代指心意、意念。如《心經》（Hṛdaya Sūtra）被认为是《大般若经》之精髓，如心臟，故称“心经”；在少數時候也可作為心意的代名，部分論藏認為它是“自性第一義之心”、“自性真實心”、“如來藏心”。hṛdaya的詞根hṛd和英文爲同源詞，其他同源詞包括拉丁文、希臘文（kardiá）等。

## 概論
它與意、識是不可分，同時俱現的。心的所緣，稱為心所，心與心所構成名法。

## 心性
在部派佛教時期，心的性質為何，是個重要的爭論課題。印順法師將部派佛教中，對於心的性質，歸納為三派說法：
- 心性無記：犢子派
- 心通三性：說一切有部與經量部
- 心性本淨：分別說部與大眾部

大乘佛教，在大體上繼承了心性本淨說法，特別是如來藏學派與密宗。

## 各派見解

### 部派佛教

#### 分別說部
五蘊中的識蘊，為一切識知，包含八十九種心，分為八十一世間心與八種出世間心。